# Michaił Antoniewicz
Michaił Moisiejewicz Antoniewicz, ros. Михаил Моисеевич Антоневич (ur. 5 listopada?/18 listopada 1912 we wsi Gonczarowka, Gubernia mohylewska, Imperium Rosyjskie, zm. 6 lipca 2003 w Moskwie, Rosja) – rosyjski piłkarz, grający na pozycji obrońcy, trener piłkarski.

## Kariera piłkarska

### Kariera klubowa
Wychowanek klubu Zaria Kommuny w obwodzie moskiewskim. W 1934 grał w składzie drużyny zakładowej w Mytiszczi, a od 1935 roku w GCOLIFK Moskwa. W 1936 roku jakiś czas przebywał w Spartaku Moskwa, gdzie jednak nigdy nie zagrał. W latach 1937–1939 występował w klubie Staliniec Moskwa, po czym zasilił skład Dinama Moskwa. W 1941 roku przeniósł się do Dynama Mińsk, zagrał trzy mecze, ale z powodu ataku Niemiec na ZSRR był zmuszony zawiesić występy. Od 1944 roku kontynuował karierę w mińskim zespole. W 1947 został piłkarzem Lokomotiwu Moskwa, w którym pełnił funkcje kapitana drużyny. W 1951 roku zakończył karierę piłkarską.

## Kariera trenerska
Po zakończeniu kariery piłkarskiej rozpoczął pracę trenerską. W latach 1952–1954 pomagał trenować Lokomotiw Moskwa. Od 1957 do 1959 prowadził Nieftiannik Grozny, który później zmienił nazwę na Terek. Sezon 1960 rozpoczął jako trener w klubie Trudowi Rezerwy Ługańsk, ale już latem przeniósł się do kierowania Spartakem Stanisław. W latach 1961–1963 trenował Traktor Włodzimierz. W 1964 roku poprowadził Kubań Krasnodar, ale już wkrótce w maju tego roku stanął na czele Spartaka Ordżonikidze. W 1965 roku powrócił do Traktora Włodzimierz. Potem do 1976 z przerwami trenował kluby Progriess Kamieńsk Szachtyński, Chimik Nowomoskowsk, Chimmaszewiec/Sura Penza oraz Spartak Tambow. 6 lipca 2003 zmarł w Moskwie.

### Odznaczenia
- tytuł Mistrza Sportu ZSRR
- tytuł Zasłużonego Mistrza Sportu ZSRR: 1950
- tytuł Zasłużonego Trenera Rosyjskiej FSRR